# 콜드스프링하버 (뉴욕)

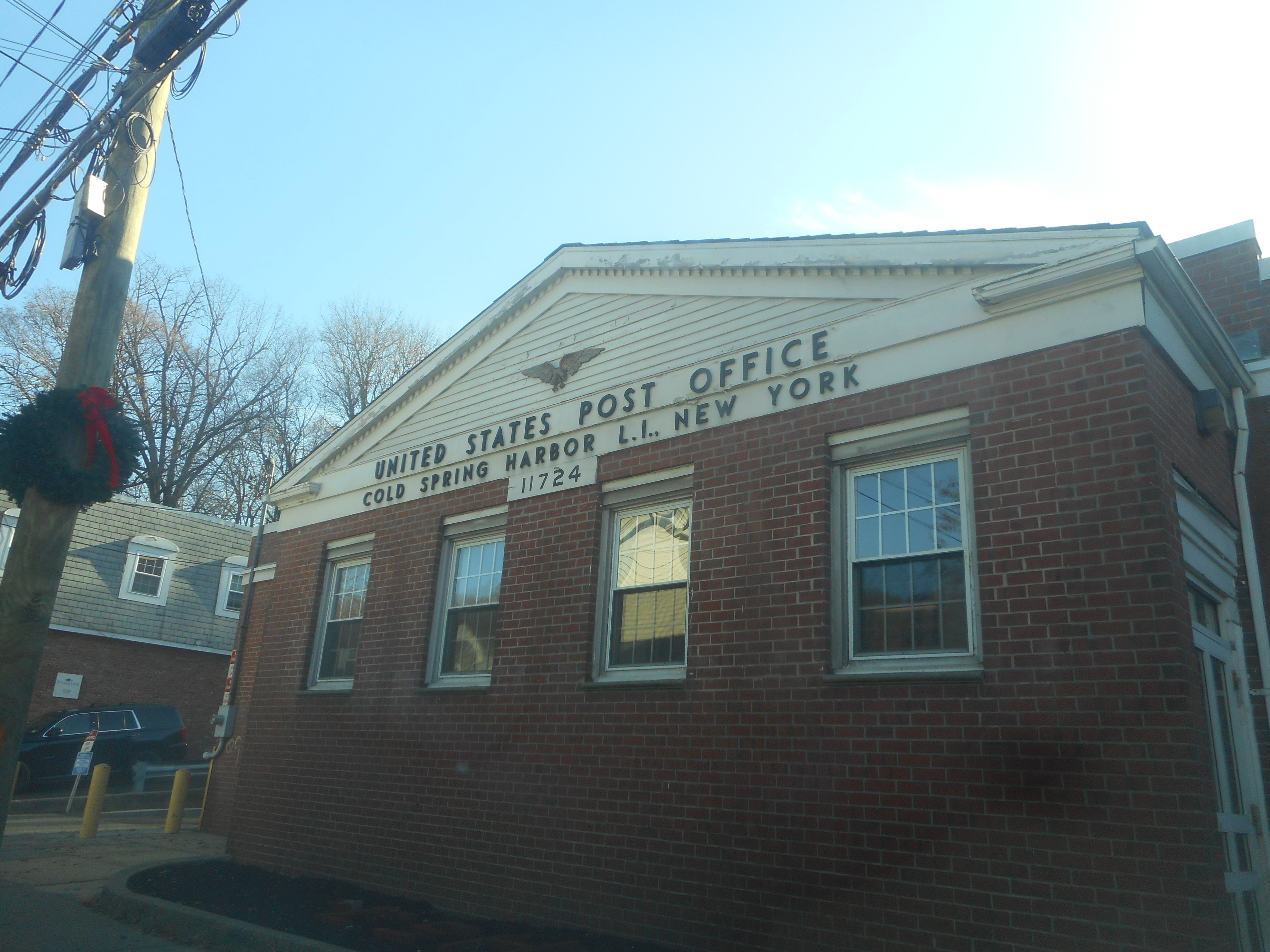
2019년 콜드스프링하버 우체국

콜드스프링하버(영어: Cold Spring Harbor)는 미국 뉴욕주 롱아일랜드 노스쇼어의 서퍽군 헌팅턴 타운에 있는 마을이자 인구 조사 지정 장소이다. 2010년 기준으로 이 지역의 인구 수는 총 5,070명이다.

## 역사
콜드스프링하버는 그 지역에 흐르는 자연적으로 차가운 민물 샘의 이름을 따서 지어졌다. 그것의 경제는 주로 제분과 항구 활동과 관련이 있으며, 19세기 중반에 포경 공동체로서 두각을 나타냈다. 1860년대 고래잡이의 쇠퇴 이후, 그곳은 몇몇 호텔이 있는 휴양지가 되었다. 20세기에는 콜드스프링하버 연구소가 있는 곳으로 알려졌지만, 이 연구소 자체는 나소군의 로렐 할로우 마을에 위치해 있다.

## 지리학
미국 인구조사국에 따르면 인구 조사 지정 구역(CDP)의 총 면적은 3.9평방마일(10km2)이며, 이 중 3.7평방마일(9.6km2)은 육지이고 0.2평방마일(0.52km2)은 물(4.86%)이다.

## 분포학
2000년 인구 조사 기준으로 CDP에는 4,975명의 인구, 1,753가구, 1,416가족이 거주하고 있다. 인구 밀도는 평방 마일 당 1,336.3명이었다. 평균 밀도가 480.8/sqmi(185.8/km2)인 1,790개의 주택 단위가 있었다. CDP의 인종 구성은 백인 97.03%, 아프리카계 미국인 0.42%, 원주민 0.02%, 아시아인 1.31%, 다른 인종 0.24%, 두 개 이상의 인종 0.98%였다. 모든 인종의 히스패닉이나 라틴계는 인구의 1.97%였다.
1,753가구로 이 가운데 38.8%가 18세 이하 자녀가 함께 거주하고 있으며 71.8%는 부부, 7.1%는 남편이 없는 여성 가구주, 19.2%는 비가족이며, 전체 가구의 14.9%는 개인, 5.8%는 65세 이상 혼자 사는 가구가 있었다. 평균 가구 규모는 2.84가구, 평균 가족 규모는 3.15가구였다.
인구는 18세 미만이 26.7%, 18세에서 24세가 4.2%, 25세에서 44세가 28.9%, 45세에서 64세가 26.9%, 65세 이상이 13.4%였다. 중간 연령은 40세였다. 여성 100명당 남성은 94.9명이었다. 18세 이상 여성 100명당 남성은 92.1명이었다.
CDP 가구의 중위소득은 101,122달러, 가구의 중위소득은 112,441달러였다. 남성의 중위소득은 78,984달러, 여성의 중위소득은 44,464달러였다. CDP의 1인당 소득은 52,403달러였다. 18세 미만의 0.4%와 65세 이상의 3.6%를 포함하여 가족의 약 1.3%와 인구의 2.2%가 빈곤선 아래에 있었다.

## 같이 보기
- 콜드스프링하버 연구소